# Basilica di Sant'Urbano
La basilica di Sant'Urbano (in francese basilique Saint-Urbain) è una grande chiesa situata a Troyes, nella regione francese della Champagne-Ardenne. 
Rappresenta il capolavoro dell'architettura gotica della regione. La sua costruzione iniziata nel XIII secolo si protrasse, per difficoltà economiche, fino al XX secolo.

## Storia e descrizione

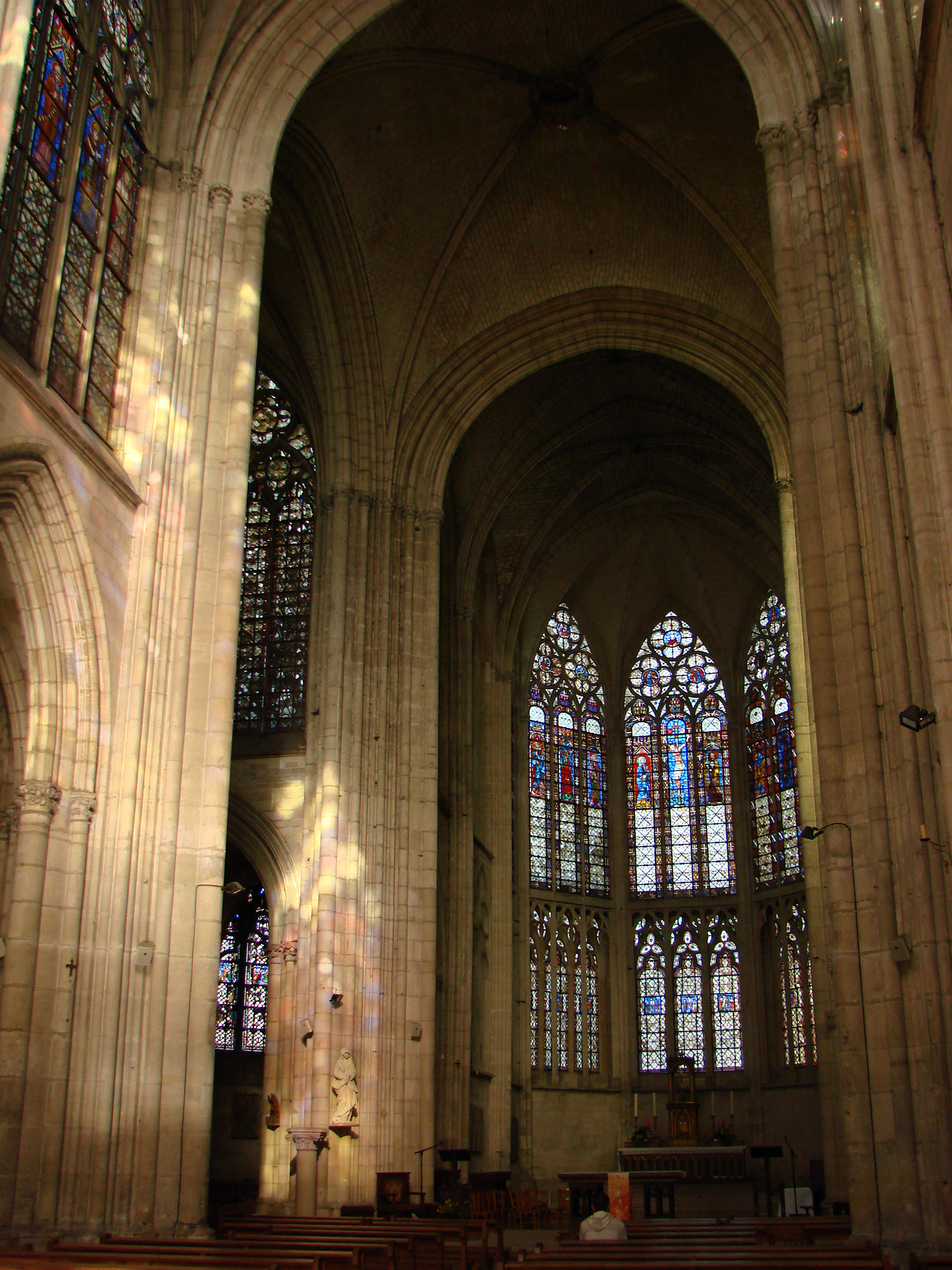
veduta dell'interno e del coro

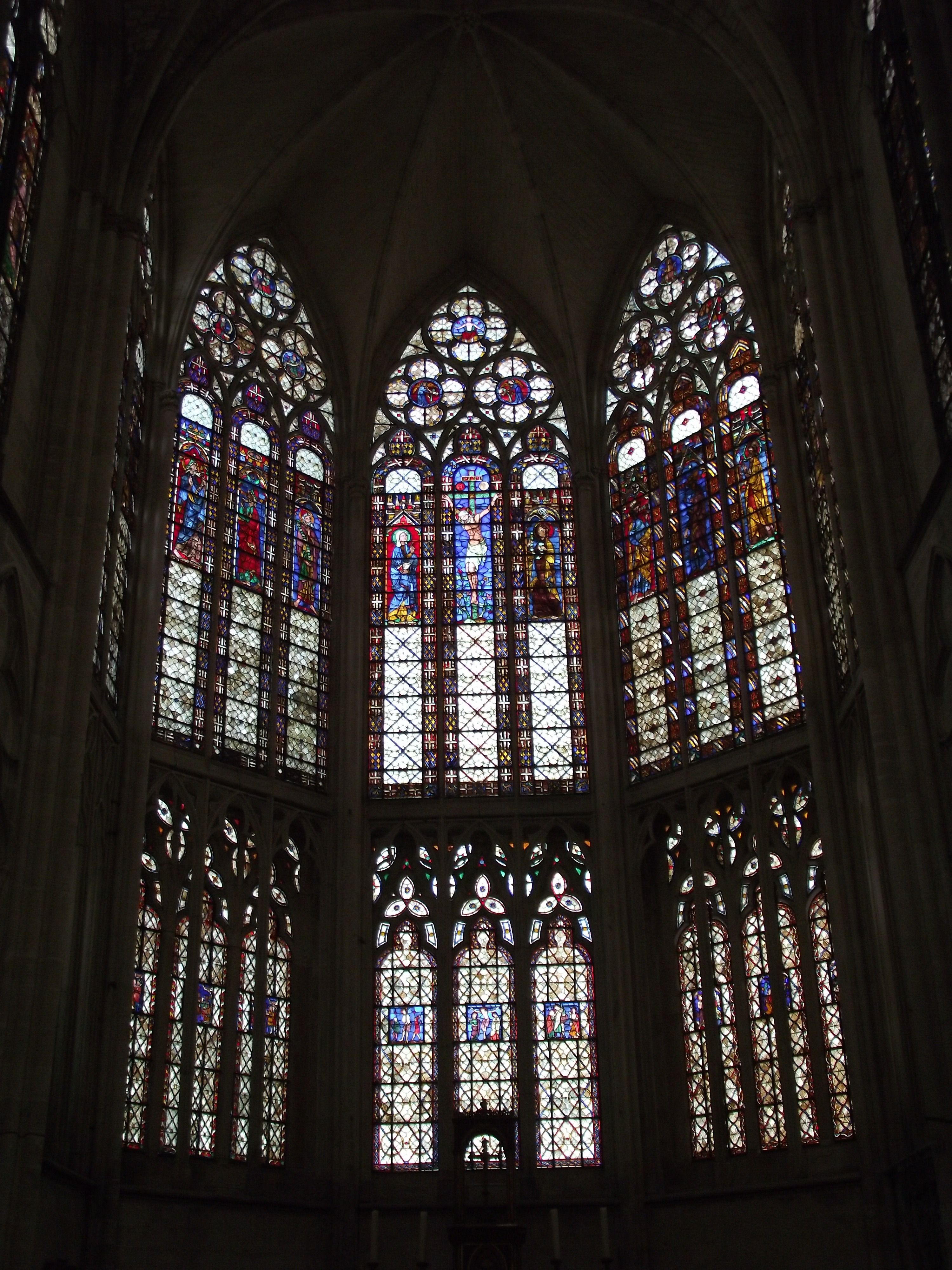
le vetrate del coro del 1270

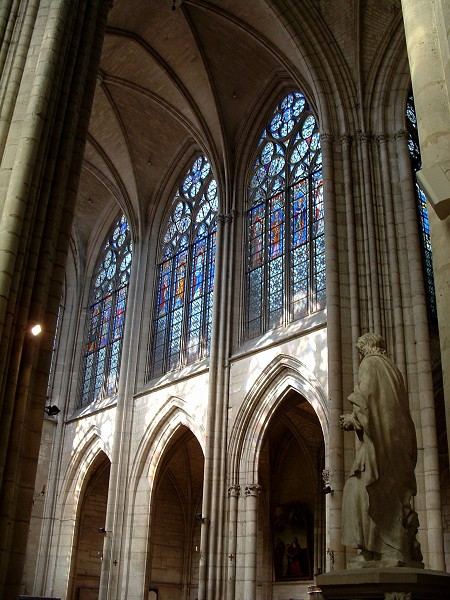
veduta interna della navata centrale

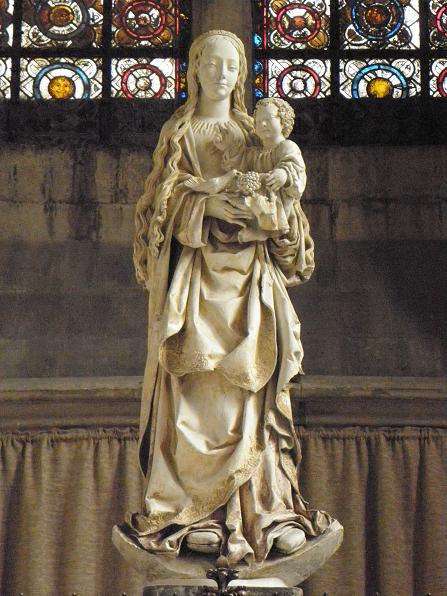
Madonna dell'Uva, primo '500

La costruzione dell'edificio avvenne per volere di papa Urbano IV; nato Jacques Pantaléon, figlio di un ciabattino di Troyes, da chierico della locale cattedrale realizzò una carriera ecclesiastica notevole, divenendo dapprima arcidiacono maggiore di Laon, quindi ambasciatore della Santa Sede, vescovo di Verdun e in seguito patriarca di Gerusalemme. Nel 1261 venne infine eletto papa.
Volle allora edificare, sul luogo della bottega di famiglia, dove era nato, una basilica dedicata a Sant'Urbano, suo patrono.
La chiesa venne progettata dall'architetto Jean Langlois che ne fece una delle maggiori espressioni dell'architettura gotica secondo la variante radiante; stile sviluppatosi a Parigi e nel Nord della Francia a partire dalla metà del XIII secolo. Come dettato dalla Sainte-Chapelle, edificio simbolo di questo stile, anche Langlois volle risaltare la struttura architettonica a discapito delle pareti, e dell'articolarità dell'alzato. Tutti gli elementi portanti sono sottolineati con forza, così i pilastri a fascio salgono dal suolo direttamente, senza interruzioni, fino a fondersi nelle volte, affermando al massimo il senso di verticalità della costruzione. Il triforio scompare, integrato nel cleristorio, che guadagnando sempre più spazio e svuotato delle pareti, lascia ai finestroni una superficie che va dalle volte fino alle arcate. 
Le spinte laterali e verso l'esterno delle parti superiori dell'edificio sono ritenute da possenti archi rampanti. La chiesa, quindi, appare costituita solo da elementi portanti e da vetri, dando un forte incremento al ciclo delle vetrate su tutto l'edificio.
Importanti somme di denaro permisero di alzare rapidamente la chiesa, tanto che la maggior parte venne costruita in meno di trent'anni, fra il 1262 e il 1286. Alla morte del papa, avvenuta già nel 1264, fu suo nipote, il cardinale Anchero, a proseguirne i lavori. Tuttavia le difficoltà aumentarono. Per il 25 maggio 1266 era prevista la consacrazione dell'edificio, ma la badessa di Notre-Dame-aux-Nonnains ingaggiò degli uomini per saccheggiare il cantiere. Infatti mentre la chiesa dipendeva direttamente dalla Santa Sede, il terreno ricadeva nella sua giurisdizione. Inoltre un incendio, nell'agosto dello stesso anno, devastò il coro causando ancora un inutile dispendio di mezzi. L'anno seguente, 1267, anche l'architetto abbandona il cantiere, la cui continuità era già compromessa da gravi problemi finanziari. Così il cardinal Anchero fa una ultima donazione per proseguire i lavori. Alla sua morte, nel 1286, tuttavia i lavori non erano ancora terminati: la chiesa presentava il coro e il transetto con le relative vetrate, i muri perimetrali e la prima campata. Si dovette attendere la fine del XIV secolo per alzare i pilastri divisori delle navate una copertura provvisoria lignea. Nel 1389 la chiesa fu finalmente consacrata.
Nel XIX secolo i lavori vengono ripresi secondo i piani originali dall'architetto Antoine Paul Selmersheim e un altro architetto, Émile Boeswillwald, inizia contemporaneamente una complessa campagna di restauri. Partendo nel 1839 con l'acquisto, da parte del comune, delle case tutt'intorno all'edificio, si inizia a liberarlo. 
Nel 1846-48 si pone mano al portico del braccio destro del transetto; nel 1876-86 al coro e nel 1890 alle parti alte, archi rampanti, al portico del braccio sinistro del transetto e alla facciata. Su quest'ultima viene realizzato un triplo-portico atto a proteggere le sculture trecentesche del Giudizio universale che decora il portale. Nel 1901 si prosegue con le coperture del tetto e la realizzazione delle volte. Dal 1901 si realizzano le vetrate della navata e della facciata. Nel 1905 la chiesa è finalmente terminata.
Nel 1935 vi vengono traslati i resti di papa Urbano IV; nel 1964, papa Paolo VI conferisce alla chiesa il titolo di Basilica minore.

## Opere d'arte
- Vetrate. La chiesa conserva nel coro e nel transetto un notevole ciclo di vetrate rappresentanti gli Apostoli realizzate a Troyes intorno al 1270.
- Madonna dell'Uva. Nella cappella a destra del coro è conservata questa sublime scultura della Madonna col Bambino reggente un grappolo d'uva, risalente al XVI secolo.
- Lavabo. Alla parete destra del coro si apre uno splendido lavabo di purificazione gotico a intagli e rilievi del 1265.
- Rilievo del Giudizio Universale, opera trecentesca adornante la lunetta del portale principale.
- Sculture policrome e rilievi cinquecenteschi.
- affresco del Papa Urbano IV del "Corpus Domini"